# Brasfemes
Brasfemes es una freguesia portuguesa del concelho de Coímbra, con 10,31 km² de superficie y 1.847 habitantes (2001). Su densidad de población es de 179,1 hab/km².